# Die Anklage
Die Anklage war eine rechtsextreme Zeitschrift.
Sie erschien von 1953 bis 1957 und wendete sich an „Besatzungs- sowie Entnazifizierungsgeschädigte“. Gegründet wurde sie von dem Journalisten Robert Kremer. Die Durchschnittsauflage betrug nach einem Pressebericht 1.500 Exemplare. Im Januar 1956 erschien ein Artikel mit dem bezeichnenden Titel Widerstandskämpfer sind Rechtsbrecher.
Nachdem es schon zuvor Strafanzeigen gegen die Zeitschrift gegeben hatte, wurden speziell wegen des genannten Artikels Anzeigen erstattet, u. a. von dem damaligen Bundestagspräsidenten und NS-Verfolgten Eugen Gerstenmaier. Im Februar 1956 wurde im Bundestagsfraktionsvorstand der SPD über einen Vorschlag des Abgeordneten Kurt Mattick beraten, die Fraktion möge etwas gegen die Zeitschrift unternehmen. Der Partei- und Fraktionsvorsitzende Erich Ollenhauer erklärte sich bereit, mit dem bayerischen Ministerpräsidenten Wilhelm Hoegner (SPD) wegen möglicher Maßnahmen der bayerischen Justiz zu sprechen. In einem in München eingeleiteten Verfahren erstatteten auch Bundeskanzler Konrad Adenauer (CDU) und Bundesfinanzminister Fritz Schäffer (CSU) Anzeige. 1957 übernahm die Bundesanwaltschaft ein Ermittlungsverfahren der Berliner Staatsanwaltschaft gegen die Zeitschrift. In diesem Verfahren war die Märzausgabe der Zeitschrift beschlagnahmt worden. Das Berliner und das bayerische Strafverfahren wurden zusammengeführt.
Neben dieser Zeitschrift hatte Robert Kremer auch einen rechtsradikalen Bücherdienst aufgebaut, in dem er rechtsradikale und nationalsozialistische Bücher u. a. von Hans Grimm und Friedrich Lenz vertrieb. Die zuständigen Behörden überlegten, wie sie gegen rechtsextremistische Publikationen vorgehen sollten. 1955 lehnte die Bundesregierung den Vorschlag ab, gegen Rechtsradikale wie Friedrich Lenz einen Antrag auf Grundrechtsverwirkung nach Art. 18 GG zu stellen. Aufgrund einer Anklage wegen „Herstellung und Verbreitung staatsgefährdender Schriften“ wurde Lenz 1957 vom Bundesgerichtshof (BGH) zu zwei Jahren Gefängnis verurteilt.
1959 verurteilte der BGH Robert Kremer ebenfalls wegen Herstellung und Verbreitung staatsgefährdender Schriften und anderer Delikte. Wegen seines umfangreichen Netzwerkes vor allem zu rechtsextremen Interessenverbänden wäre auch der Tatbestand der Gründung einer Vereinigung, die sich gegen die verfassungsmäßige Ordnung richtet, in Betracht gekommen (§ 90a StGB in der damals geltenden Fassung). Der BGH konnte aber nur eine kommerzielle Motivation für die Herausgabe der Zeitschrift feststellen. Dieser Beurteilung schloss sich der ZEIT-Journalist G. Z. mit dem Schlusssatz an: „Kremer ist weder "Uraltnazi" noch "Neofaschist"; ihm ging es ums Geschäft und um nichts anderes.“